# Marand
Marand és una ciutat de l'Azerbaidjan Meridional a la província de l'Azerbaijan Oriental, Iran, a 60 km al nord-oest de Tabriz. La seva població segons el cens del 2007 era de 139.032 habitants. Passa molt proper el riu Zilbir (nom que porta la branca meridional del Zunuz que en ajuntar-se al Zilbir formen el Kotur Čaym, afluent per la dreta de l'Araxes).
La ciutat ja existia durant el regne d'Urartu però no va ser teatre de cap esdeveniment destacat conegut abans de la conquesta musulmana. El seu nom grec fou Maryana (Μοροὔνδαι) i segons Ptolemeu arribava fins al llac Urmia. L'etimologia popular (mair i mater ibi) i situa a la ciutat la tomba de l'esposa de Noe. Mosiès de Khoren diu que estava al districte armeni de Bakurakert, que és Bakan o Bakian al Mardpetakan
Al segle viii fou ocupada per la tribu dels Banu Rabia, dirigida aquí per un emir anomenat Halbas. El seu fill Baith fou un dels caps militars de'Ibn al-Rawwad, dels rawwàdides de Tauris (Tabriz) i va fortificar la ciutat. El seu fill Muhammad ben Baith i va construir dos castells i es va apoderar d'algunes possessions rawwàdides incloent Shahi i Tauris, al Llac Urmia; Shahi, a una illa del llac Urmia (avui una península), fou la seva capital. Es va aliar amb Babak però després el va trair i va capturar al general khurramita Isma que va enviar al califa Al-Mutasim. El 836 va acompanyar a Bogha a l'expedició contra al-Badhdh, la capital de Babak. Més tard va fer algun acte de desobediència i fou empresonat a Samarra però fou alliberat sense poder tornar als seus dominis, però es va escapar el 848 i va aparèixer a Marand. Va fer front a algunes expedicions contra ell però les va rebutjar amb un exèrcit de 2200 àrabs i alguns no àrabs (uludj). Marand fou assetjada vuit mesos sense èxit, però van morir un centenar de notables (awliya al-sultan). Finalment Bogha al-Khabir va aconseguir que la tribu Banu Rabia l'abandonés, i va ocupar la ciutat i va fer presoner a Muhammad i la seva família (850). Fou enviat al califa (maig del 850) que va ordenar matar a Muhammad ibn Baith però finalment el va perdonar pels seus dots poètics però va morir a la presó. Els seus fills es feren mercenaris (al-shakiriyya).
Després va dependre de Maragha i Tabriz. Vers el 1209 fou saquejada pels georgians. Va passar als xa de Coràsmia i el 1226 fou ocupada per l'hadjib Ali al-Ashrafi d'Akhlat, però poc després el governador khwarizmashah Sharaf al-mulk la va recuperar i va fer una matança. Una mesquita de la ciutat d'origen seljúcida fou reconstruïda per l'ilkhan Abu Said el 1330 i per Khwadja Husayn ben Mahmud el 1339. En aquesta època era estació de caravanes.
Amir Altun, el defensor de la fortalesa d'Alinjak, després d'un sortida no va poder tornar a la fortalesa i es va veure obligat a anar a la ciutat de Marand. El governant de Marand va arrestar a Altun i va enviar el seu cap a Tamerlà per tal d'enfortir els seus vincles amb ell. Quan la notícia va arribar a Timur, va assassinar el governant de Marand i li va confiscar el seu domini per haver assassinat un tal heroi Segons les fonts, aquests fets van afectar greument els defensors de la fortalesa, i alguns van donar l'esquena al príncep jalayírida Malik Tahir i van deixar la fortalesa. Amb els tamerlànides Marand va emetre moneda vers el 1428.
El 1724 el kan kurd de Bitlis, Muhammad Abid fou enviat per l'otomà Abd Allah Pasha Koprülü a conquerir Marand, que pertanyia als safàvides. La resistència persa es va concentrar a la ciutat de Zunuz a uns 15 km, i al castell de Diza. Els perses foren derrotats en una gran batalla prop de Marand pels geníssers el maig de 1725 i Diza fou ocupada i destruïda.
Dins l'Iran dels Pahlavi va ser part del tercer ustan del Azerbaidjan i capçalera d'un Shahrastan que tenia tres bakhshs.
Actualment és part de la província de l'Azerbaidjan oriental i té prop de 150.000 habitants.

## Llista d'emirs
- Halbas vers 780-800
- Baith ben Halbas vers 800-vers 820
- Muhammad ben Baith vers 820-846
- Ibn Muhammad 846-848 (per absència del pare)
- Muhammad ben Baith 848-850
- Ocupació califal 850